# Сізіф
Сізі́ф або Сісі́ф (дав.-гр. Σίσυφος) — напівміфічний цар давньогрецького міста Ефіри (Коринфа), батько Главка, засновник династії Сізіфідів. Відомий спробою уникнути смерті, за що був покараний богами, мусив вічно виконувати важку марну працю.

## Сізіф у міфах
Сізіф був сином Еола та чоловіком доньки Атланта, плеяди Меропи. Йому приписувалося заселення Ефіри людьми, створеними з грибів, або отримання цього міста в подарунок від Медеї. За законом він мав успадкувати трон Еола, проте трон захопив Салмоней. Згідно з віщуваннями оракула, діти, народжені донькою Салмонея Тіро від Сізіфа, мали помститися за це. Тому Сізіф спокусив Тіро і та народила двох дітей, але, дізнавшись про задум ефірського царя, вбила їх. Сізіф звинуватив суперника в інцесті з Тіро, нібито діти були від Салмонея, і домігся його вигнання.
Сізіф володів великими чередами корів, котру його сусід Автолік завдяки чаклунству викрадав. Автолік був навчений Гермесом змінювати вигляд худоби, тому Сізіф не міг викрити його в крадіжках. Однак він зробив позначки на копитах своєї череди та за слідами дізнався, куди вона зникла. Покликавши свідків, він скористався їхньою сваркою з Автоліком, щоб проникнути в його дім і злягтися з його одруженою донькою Антіклеєю. Їхнім сином став герой Одіссей.
Коли Зевс викрав німфу Егіну, її батько Асоп прийшов за допомогою до Сізіфа. Той виказав місце зникнення Егіни в обмін на те, що Асоп створив у Ефірі джерело, котре ніколи не пересихало. Переховуючись від гніву Асопа, Зевс набув подоби великого каменя. За викриття таємниці Зевс наказав Аїду забрати Сізіфа у своє царство, де піддати суворому покаранню. Коли Аїд прийшов за царем, той замкнув його в колодки, через що люди перестали помирати. Арес звільнив Аїда, пов'язав Сізіфа і доставив його душу до місця покарання. Проте Сізіф заздалегідь наказав дружині не ховати його тіло й на підставі цього заявив, що не може перебувати в царстві Аїда. Він переконав дружину Аїда Персефону відпустити його на три дні до світу живих, щоб забезпечити поховання, й більш не повертався. Гермес силоміць повернув його назад, де за всі злочини Сізіфові було призначено покарання.
В Аїді Сізіф мусив викочувати на гору важкий камінь, завбільшки з той, на який перетворився Зевс, і скочувати його до підніжжя з іншого боку. Та щоразу як Сізіф досягав вершини, камінь падав назад і роботу доводилося починати заново. Меропа через сором за чоловіка не приєднувалася до решти плеяд, які світять на небі.
Інший переказ про Сізіфа розповідає про встановлення каменів, які позначали кордони його держави. Сучасники не розуміли, навіщо він це робить, тож переповідали один одному чутки, що під прикордонними каменями цар нібито ховав вбитих ним людей.

## Трактування міфів про Сізіфа
У викочуванні Сізіфом каменя на гору та його спуску й поверненні до царства Аїда, Роберт Ґрейвс вбачав відгомін сонячного культу, де Сізіф був божеством. Імовірно, культ існував у населення перешийка між Пелопоннесом і Аттикою, але був витіснений за класичної античності з приходом еллінів. Тому Сізіф у міфах постає в негативному образі та зазнає покарання від еллінських богів. Сізіф ототожнюється з хетським богом сонця Тесупом і родоським богом Атабарієм, священною твариною якого був бик. Це відображено у володінні Сізіфом чередою і його подорожжю під землю та нагору, подібно до сонця впродовж доби. Також у міфах пояснюється зникнення культу однієї з плеяд, що відбулося під час переходу до ранньокласичної античності.
Також покарання Сізіфа пов'язується з тим, що на високій скелі Акрокоринф, яка височіє над Коринфом, історичний Сізіф звів царський палац, — Сізіфей. Матеріалу для будівництва на верхівці голої скелі було небагато, тому робітники мусили доставляти нагору величезні кам'яні брили. Падіння такої брили на людину було смертельним. Звідси ймовірно й виникла легенда про сізіфову працю — важку, невдячну, а часто й безглузду — принаймні для тих, хто її виконує. Тому після смерті царя було приречено до такої ж праці. Поява міфів про смерть пояснюється і реальним довголіттям, або ж несподіваним одужанням від якоїсь тяжкої хвороби.

## У мистецтві

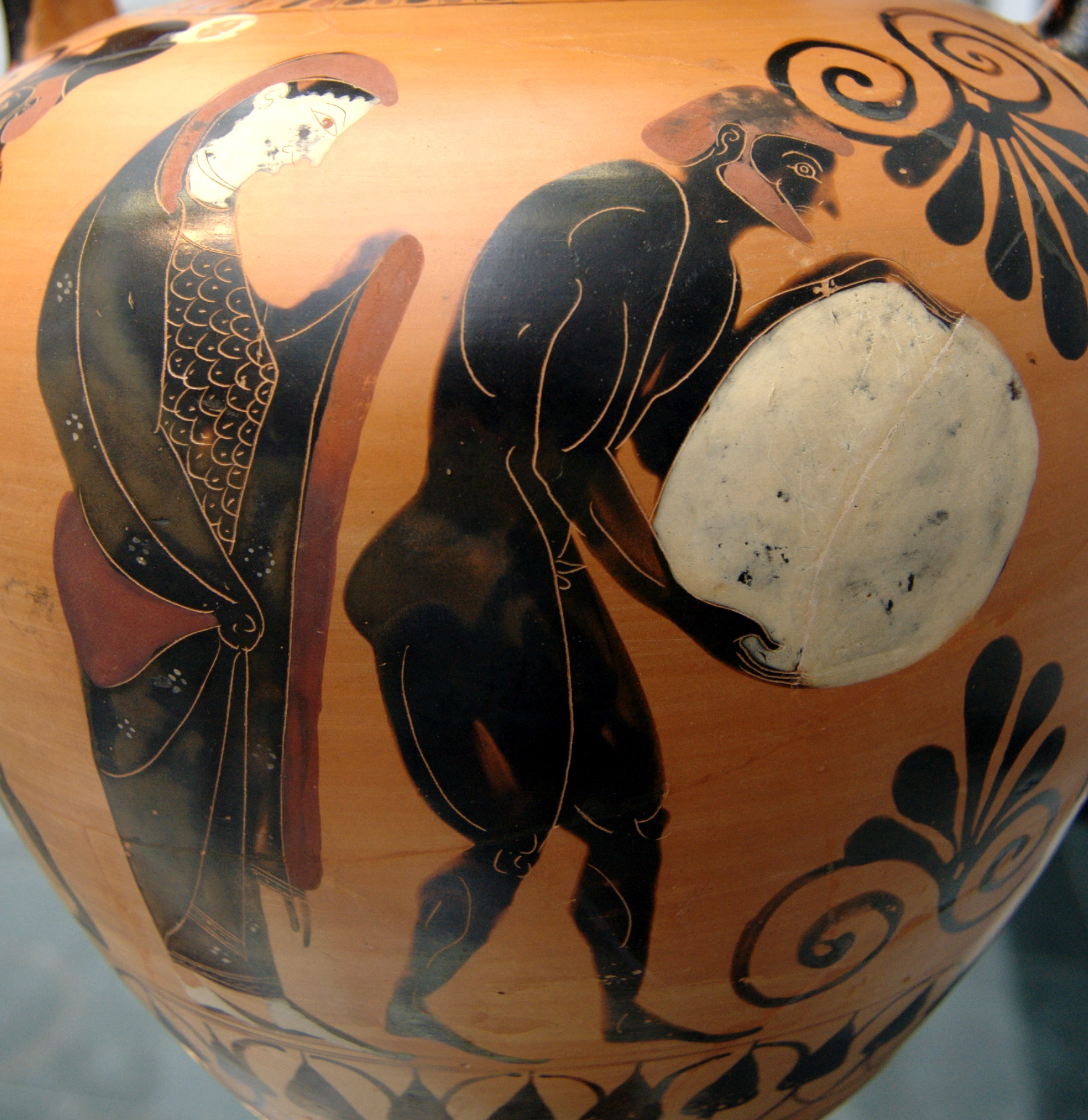
Персефона та Сізіф на вазі 530 року до н. е.

Підземний світ був відносно рідкісною темою для грецьких художників-вазописців, але існує близько десяти ваз VI ст. до н. е., на яких зображено Сізіфа. На одній афінській чорнофігурній амфорі, датованій близько 510 р. до н. е., показано сцену покарання Сізіфа: він штовхає величезний валун угору по схилу, а Аїд, Персефона та Гермес дивляться на нього. Образ покараного Сізіфа стає популярним у IV ст. до н. е., зображається на червонофігурних чашах і з'являється на ряді червонофігурних ваз. Іноді Сізіф отримував додаткове покарання у вигляді ударів від фурії.
У скульптурі Сізіф з'являється близько 540 р. до н. е., це метопа з пісковику з Герейону Фоче-дель-Селе біля Пестума. Тут покараний шахрай не тільки повинен котити свій камінь на дуже крутий пагорб, але в той самий час на нього ззаду нападає крилатий демон.
Відомі картини Сізіфа створили Тиціан і П'єтро делла Веккіа.
Український  композитор  Юрій  Радзецький  написав п'єсу для  гітари  взявши  за програмну  основу  твору  оригінальній міф[джерело?].

## Інтерпретації
Філософ і письменник Альбер Камю використав у книзі «Міф про Сізіфа» образ Сізіфа як людини, яка усвідомлює абсурдність світу і замість приймати яку-небудь нав'язану зовнішніми обставинами долю, сама визначає її. Хоча Сізіф виконує важку працю, котрій немає кінця, він незліченну кількість разів викочує камінь на гору, а отже перемагає. Оскільки він сам котить камінь без примусу, то праця Сізіфа — це його вибір, який робить героя щасливим.
У своїй книзі «Філософія рекурсивного мислення» німецький письменник Манфред Копфер запропонував рішення як Сізіф може уникнути покарання. Щоразу, коли Сізіф досягає вершини гори, він відламує від неї камінь і несе його до підніжжя. Таким чином, гора врешті-решт буде зрівняна з землею і камінь більше не зможе котитися вниз. В інтерпретації Копфера покарання перетворюється на випробування Сізіфа богами, щоб довести свою гідність для надлюдських вчинків.
У переносному значенні вислів «сізіфова праця» — це безплідна, виснажлива праця.